# Waldbach (Gabelbach)
Der Waldbach ist ein linker Zufluss des Gabelbachs im hessischen und bayerischen Odenwald.

## Geographie

### Verlauf
Mangelsbach

Der Waldbach entspringt als Mangelsbach auf der Landesgrenze von Hessen und Bayern östlich von Mangelsbach, einem Weiler in der Gemarkung des Michelstädter Stadtteils Würzberg. 
Er fließt als Grenzbach in südöstliche Richtung zur Schrahmühle. Dort nimmt er von rechts den Wilbesbach auf. Von dort ab trägt er den Namen Waldbach. 
Waldbach

Der Waldbach verläuft über Watterbach parallel zur Kreisstraße 7 nach Kirchzell, wo er an einem Campingplatz von links in den Gabelbach mündet.
Sein etwa 10,6 km langer Lauf endet ungefähr 280 Höhenmeter unterhalb der Quelle seines Oberlaufs Mangelsbach, er hat somit ein mittleres Sohlgefälle von circa 26 ‰.

### Einzugsgebiet
Das 27,3 km² große Einzugsgebiet des Waldbachs liegt im Odenwald und wird durch ihn über den Gabelbach, die Mud, den Main und den Rhein zur Nordsee entwässert.

### Zuflüsse
(von der Quelle zur Mündung)
- Heinstermühlbach (rechts)
- Wilbesbach (rechts)
- Breitenbucherklinge (rechts)

### Flusssystem Mud
- Fließgewässer im Flusssystem Mud